# Мис Париньяс

Розташування провінції Талара в Перу, де знаходиться мис Париньяс

Мис Пари́ньяс — крайня західна точка Південної Америки. Лежить у межах Перу, поблизу м. Талара.
Розташований на березі Тихого океану в адміністративному районі Ла-Бреа в західній частині провінції Талара, яка є однією з провінцій регіону П’юра, приблизно за 15 км на північний захід від міста Талара і близько 100 км на північний захід від головного міста П’юра.
Неподалік мису знаходиться популярний пляж. На самому мисі є маяк. Європейцям перші відомості про мис приніс Франсиско Пісарро.